# Baruch Halpern
Baruch Halpern (9 aprile 1953) è un archeologo statunitense.
Professore di studi ebraici presso l'Università della Georgia, dal 1992 al 2007 ha diretto gli scavi archeologici di Tel Megiddo e il sopralluogo della Cilicia, nell'odierna Turchia.  Nel 1972, ancora studente universitario ad Harvard nel 1972, scrisse un'analisi politica della Bibbia, che influenzò la successiva ricerca sulla paternità dei libri della Sacra Scrittura.

## Attività
Allievo di Frank Moore Cross, George Ernest Wright, Thomas Oden Lambdin e di Thorkild Jacobsen, ha applicato le evidenze archeologiche all'esegesi dei testi biblici, ad esempio relativamente all'omicidio del re Eglon e alla fuga di Eud descritte in Giudici 3:12-30, spiegato nel volume ''The First Historians: The Hebrew Bible and History.

La prefazione del testo si conclude definendo come "letteratura antiquaria" i libri dei profeti, Giudici, Giosuè, Samuele e Re, lo stesso genere letterario al quale sono attribuite anche le opere greche di Tucidide e quelle di Flavio Giuseppe, viziate dall'interpretazione soggettiva dell'autore e dal costume di associare ai personaggi discorsi che loro non hanno mai proferito. Al riguardo, afferma:

Much of the literature in question is antiquarianin its intent, as the threatment will show. We must approach it not as a fiction, and not as romance, but as historiography.»

Gran parte della letteratura in questione è di tipo antiquario nel suo proposito [iniziale], come mostrerà la descrizione. Noi dobbiamo approcciarla non come finzione, e non come un romanzo, bensì come storiografia.»
(Baruch Halpern, The First Historians: The Hebrew Bible and History, pp. 11-13)
Nello stesso testo afferma che.
(Baruch Halpern, The First Historians: The Hebrew Bible and History, pp. 55-59)
Secondo Halpern, lo sviluppo del monoteismo israelita si fondò sulla netta distinzione fra un dio di Stato, Yahweh, e i suoi ex subordinati e colleghi, chiamati collettivamente "baal". Tale consapevolezza storica si sarebbe accresciuta durante il periodo di alienazione che seguì alla caduta di Israele nel 720 e alla devastazione assira del Regno di Giuda nel 701 a.C. Dal punto di vista economico, la formazione di reti commerciali operative concorrenti al monopolio israelita diedero avio alla specializzazione e al vantaggio comparato, ad una parziale industrializzazione e a un processo di inurbamento. Questo mutamento sociale si sarebbe tradotto in una riforma dei rapporti intellettuali, voluta dai re Ezechia (nel 701) e Giosia (nel 622).

## Opere selezionate
- Cultural Contact and Appropriation in the Axial-Age Mediterranean World, con Kenneth Sacks e Tyler E. Kelley, Brill, Leida, 2016.
- From Gods to God. Leiden: Brill, 2009.
- David's Secret Demons: Messiah, Murderer, Traitor, King,  Wm. B. Eerdmans Publishing, 2003
- The Rise of Ancient Israel: Symposium at the Smithsonian Institution (1991, con Hershel Shanks, William Dever eP. Kyle McCarter
- The Emergence of Israel in Canaan (1983)
- The Constitution of the Monarchy in Israel (1981)
- The First Historians: The Hebrew Bible and History (1980)